# Spaleniec (dopływ Kamienicy)
Spaleniec – potok w Gorcach, prawy dopływ Kamienickiego Potoku. Ma źródła na zachodnich stokach północnego grzbietu Gorca, na wysokości ok. 1050 m, poniżej przełęczy Głębieniec. Spływa stromo w północno-zachodnim kierunku, uchodząc na wysokości ok. 710 m n.p.m. do Kamienickiego Potoku przy polanie Trusiówka, zaraz powyżej mostku. Spaleniec zasilają tylko dwa niewielkie dopływy, ale główny ciąg potoku wyrzeźbił w stokach Gorca głęboki jar. Dawniej po południowej stronie potoku znajdowała się polana Spaleniec i od niej pochodzi nazwa potoku. Obecnie potok płynie przez porośnięte lasem stoki w całości znajdujące się na obszarze Gorczańskiego Parku Narodowego, poza szlakami turystycznymi.
Cała zlewnia potoku Ustępny znajduje się w granicach wsi Zasadne w województwie małopolskim, w powiecie limanowskim, w gminie Szczawa.

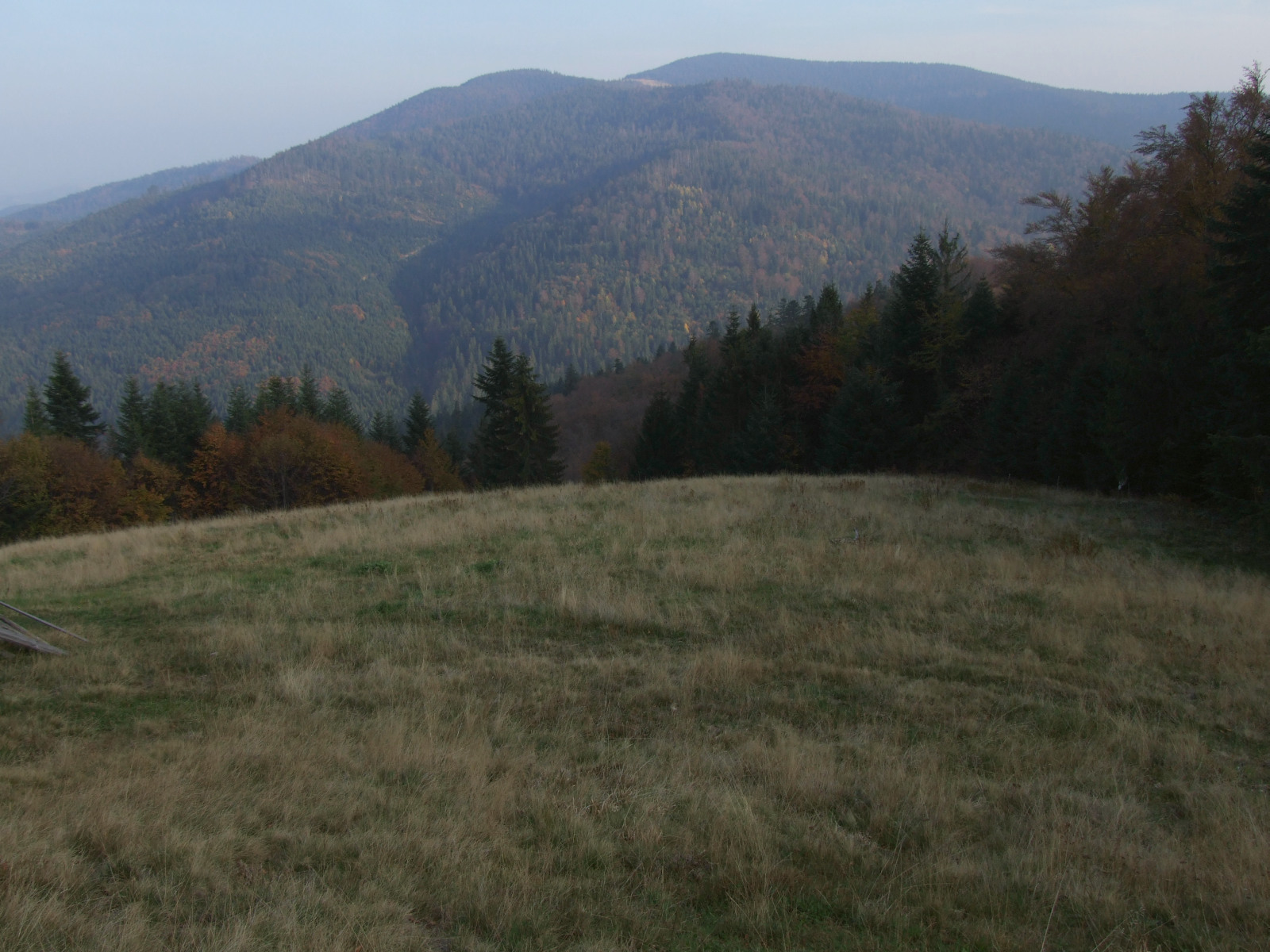
Widok z polany Jaworzynka na Gorc i głęboki jar Spaleńca